# Vijzelgracht (metrostation)
Vijzelgracht is een van de metrohaltes van metrolijn 52 in Amsterdam, ook wel de Noord/Zuidlijn genoemd. Het station, een ontwerp van Benthem Crouwel Architekten, is gelegen onder de Vijzelgracht, een in 1933 gedempte gracht tussen de Vijzelstraat en Prinsengracht en Weteringschans.

## Kenmerken
Het station heeft een eilandperron van 125 meter lang en circa 9 meter breed. Er zijn twee toegangen, een voor het Maison Descartes en een ten noorden van het Weteringcircuit. De laatste toegang heeft twee uitgangen naar straatniveau, een aan de zuidwestzijde van de Vijzelgracht en een die uitkomt op de Weteringschans, ter hoogte van de haltes van de tramlijnen 1, 7, 19 en 24. Het bouwwerk ligt op een diepte van 26 meter onder NAP. Het perron is alleen toegankelijk per lift en via roltrappen. Het metrostation heeft met zijn 47 meter lange roltrappen de langste roltrappen van de Benelux. De grote ondergrondse ruimte tussen beide toegangen is geschikt te maken voor een automatische parkeergarage. Dit zal voorlopig nog niet gerealiseerd worden. Indien in de verre toekomst een Oost/Westlijn via Weteringschans of Singelgracht wordt aangelegd, zal deze het station aan de zuidzijde passeren, boven de tunnels van de Noord/Zuidlijn langs en onder de zuidelijke entreehal door. Op circa 11 meter onder NAP is voor de Oost/Westlijn een station met kantperrons gedacht.

## Problemen
Door werkzaamheden aan de Noord/Zuidlijn verzakten op 19 juni 2008 vier monumentale panden aan de Vijzelgracht. Door een lek in de diepwand stroomde er water de tunnel in, met het water spoelde de grond onder de huizen weg. De werkzaamheden werden op 23 juni stilgelegd. Op 9 september 2008 werden de werkzaamheden hier hervat. De gemeente en het projectbureau hadden onderzoek laten doen en verzekerden bezorgde bewoners dat alles onder controle was. Eén dag later, in de vroege avond van 10 september, bleken er echter weer panden te verzakken. Ditmaal verzakten zes panden, de oorzaak was wederom een lek in een diepwand. De verzakking was nu ernstiger dan drie maanden eerder. In juni verzakten de panden 15 centimeter, in september 23 centimeter.
In januari 2009 meldde een chauffeur die beton leverde voor de damwanden bij station Vijzelgracht aan de pers dat er gewerkt was met beton dat al uren over de houdbaarheidstijd heen was. Hierdoor was de kwaliteit van het beton slecht en de wanden bros. Het door de gemeente Amsterdam ingehuurde onderzoeksbureau Deltares vond al in 2008 114 zwakke plekken en een gat in de betonnen damwanden van de Vijzelgracht. Volgens Deltares waren die zwakke plekken onder andere veroorzaakt door het gebruik van slecht en vervuild beton en slechte wapening.

## Kunst
In 2010 werd bij het station door onbekende kunstenaar(s) het beeld van de saunaman geplaatst. Dit is later weer verwijderd. In 2015 werden bovengronds zogenaamde Bögl-bankjes geplaatst met teksten van Anna Enquist. In 2020 kregen die gezelschap van Street Art Frankey's versie van een Rubiks kubus.
In 2011 werd het voorstel gedaan om dit metrostation te noemen naar Ramses Shaffy, die lange tijd in de buurt heeft gewoond. Dit naar analogie van het metrostation Jacques Brel in Brussel. De gemeente Amsterdam besloot de naam Vijzelgracht te handhaven omdat een metrostation een naam van een straat of buurt moet dragen. Wel werden kunstenaars uitgenodigd om een aan de acteur en zanger gewijd kunstwerk voor in het metrostation te maken. Zo werd op 23 februari 2013 door Liesbeth List bekendgemaakt in het programma Opium dat er op het metrostation een portret van Ramses Shaffy komt, opgebouwd uit de lijnen van een metronet, naar ontwerp van kunstenares Marjan Laaper.

## Galerij

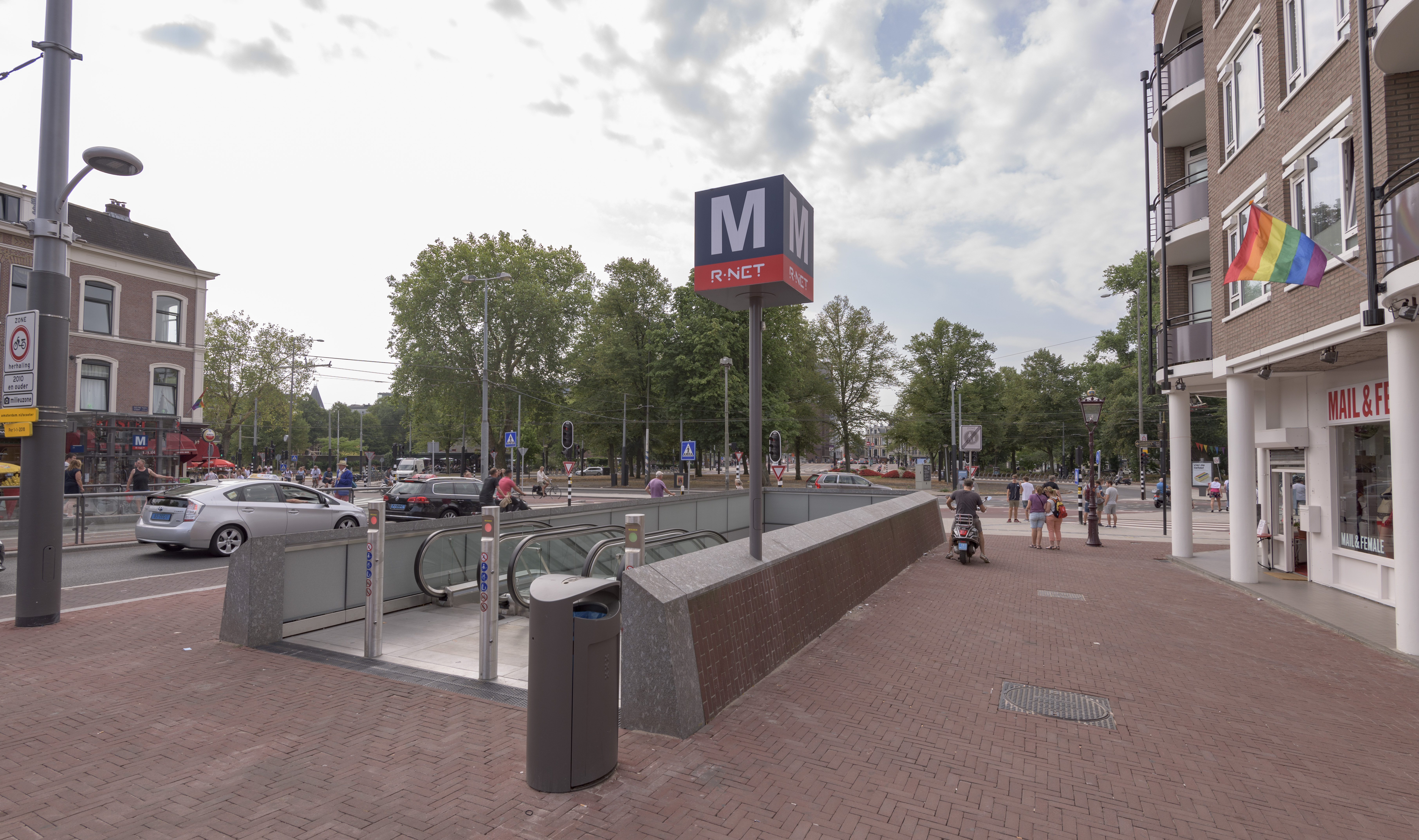
Toegang Lijnbaansgracht
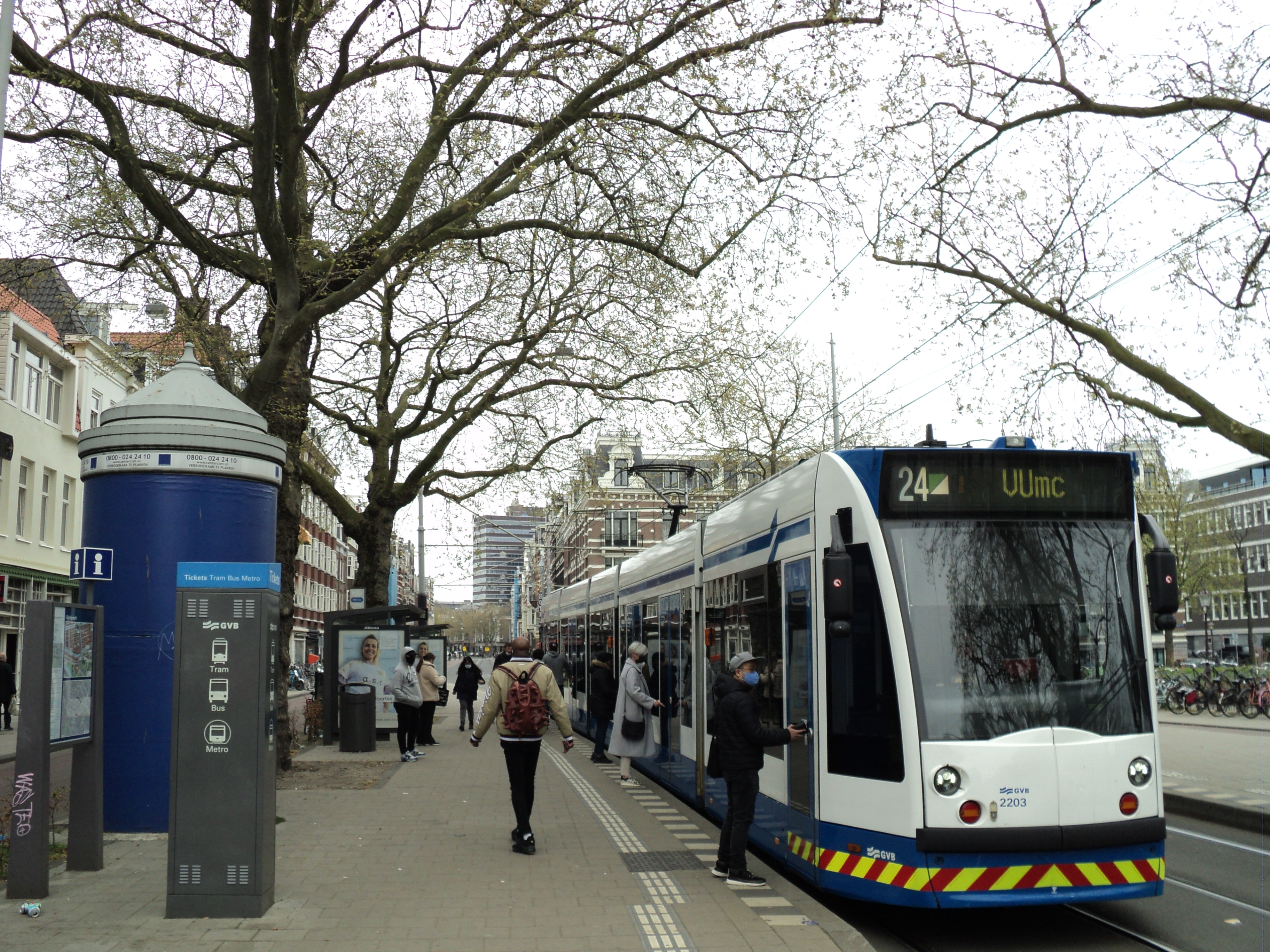
Gelijknamige tramhalte aangrenzend aan de ingang van het metrostation aan de Weteringschans
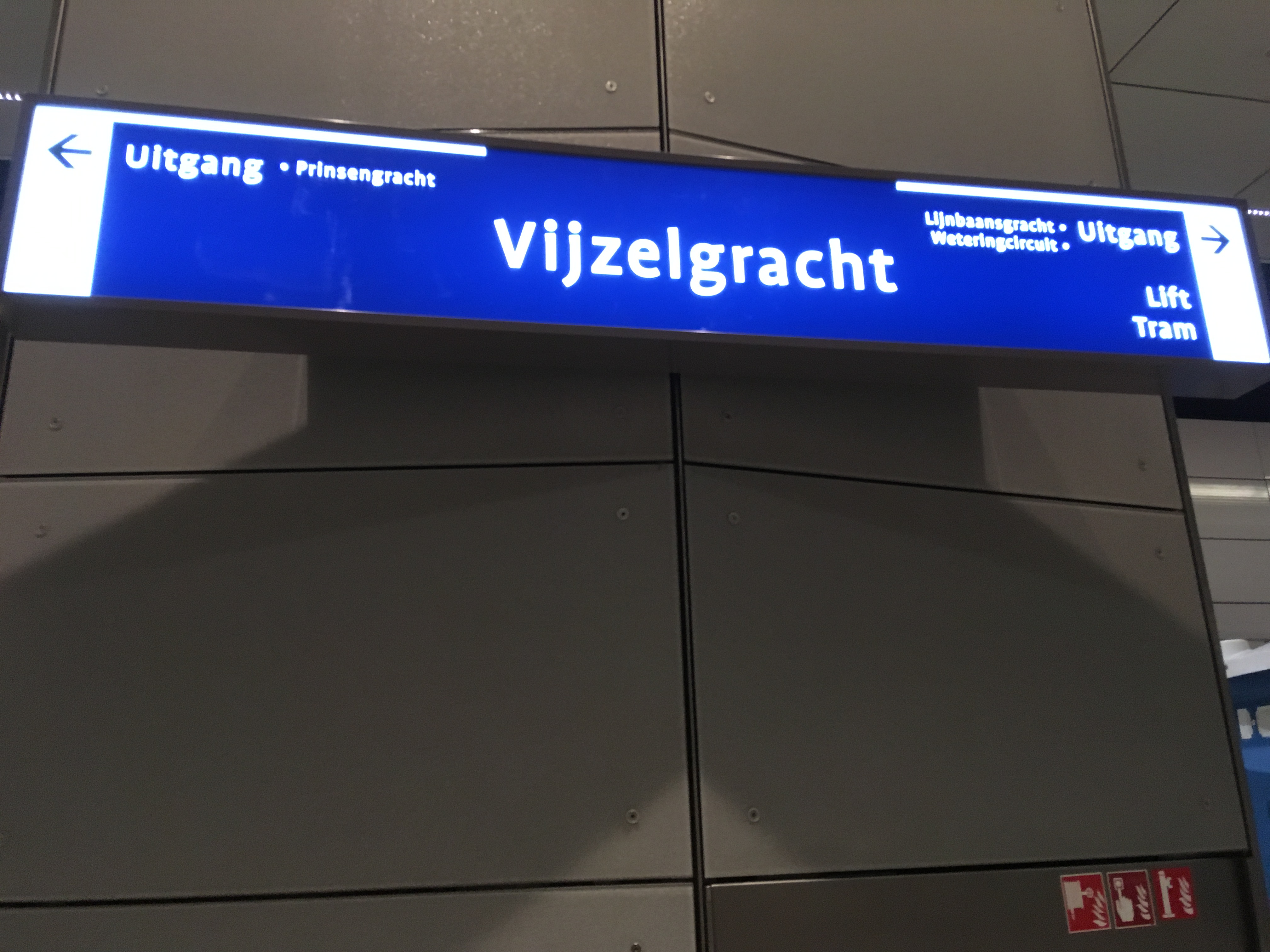
Stationsbord Vijzelgracht
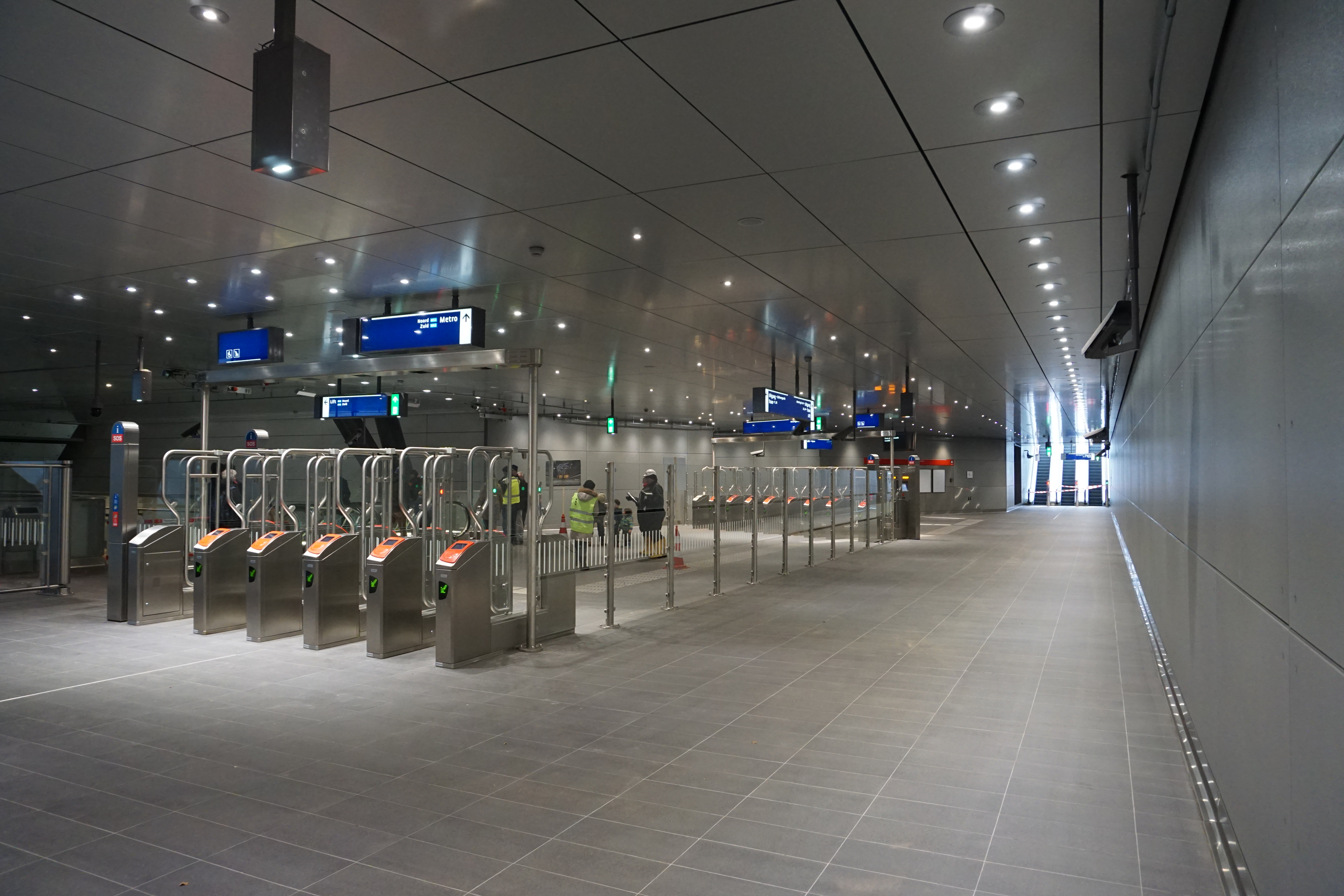
Metrostation Vijzelgracht, zuidelijke stationshal, januari 2018
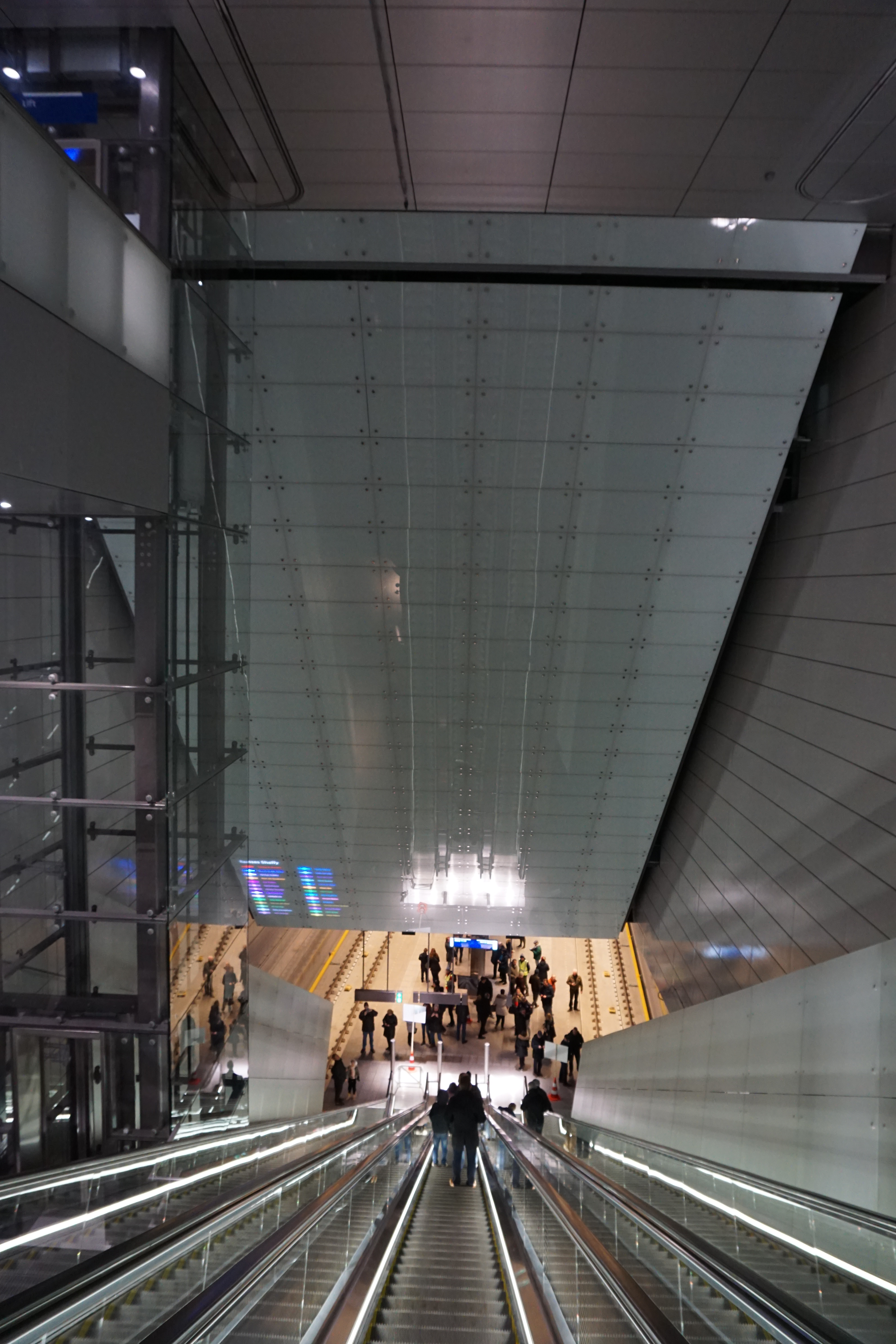
Metrostation Vijzelgracht, zuidelijk stijgpunt, januari 2018
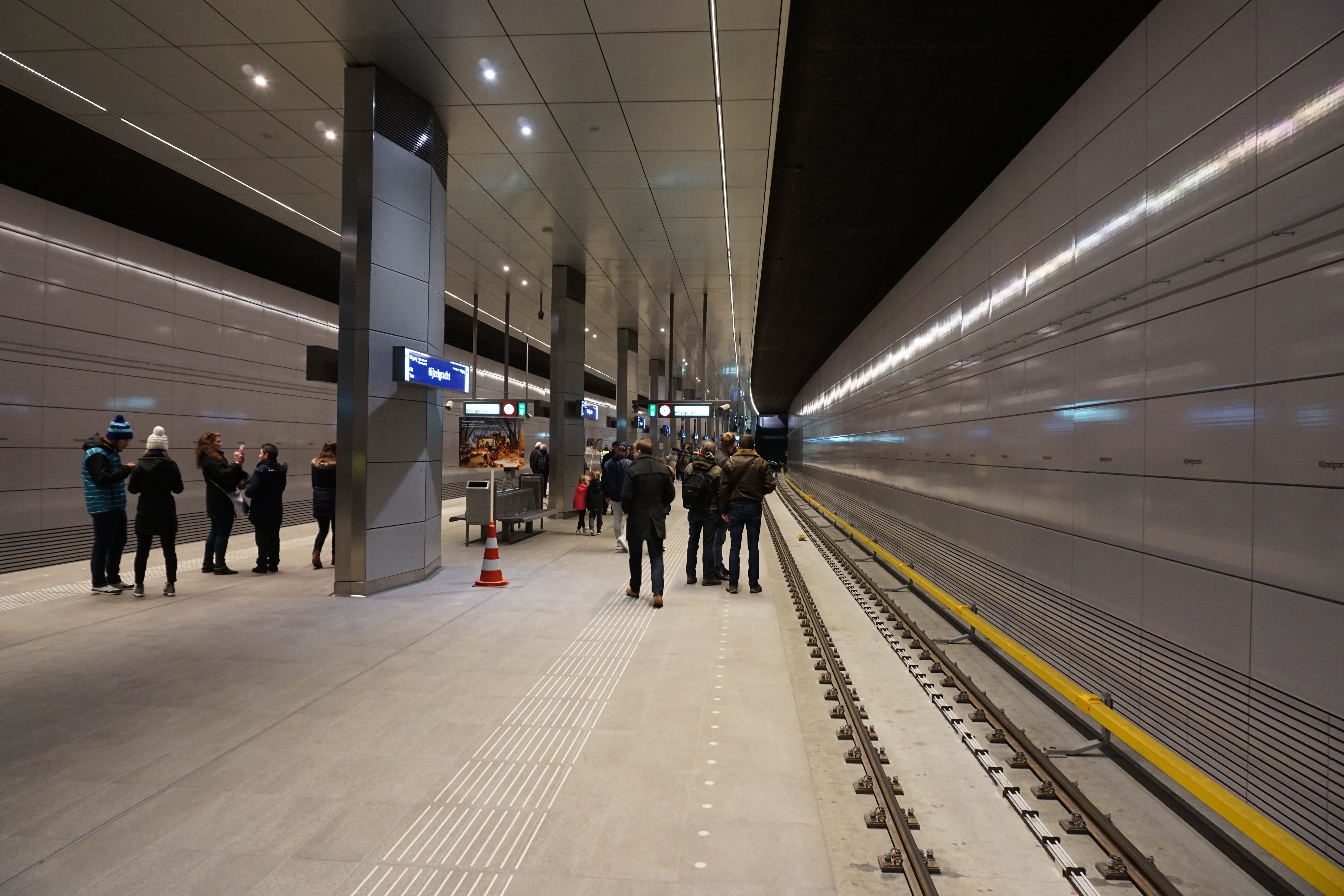
Metrostation Vijzelgracht, perron, januari 2018
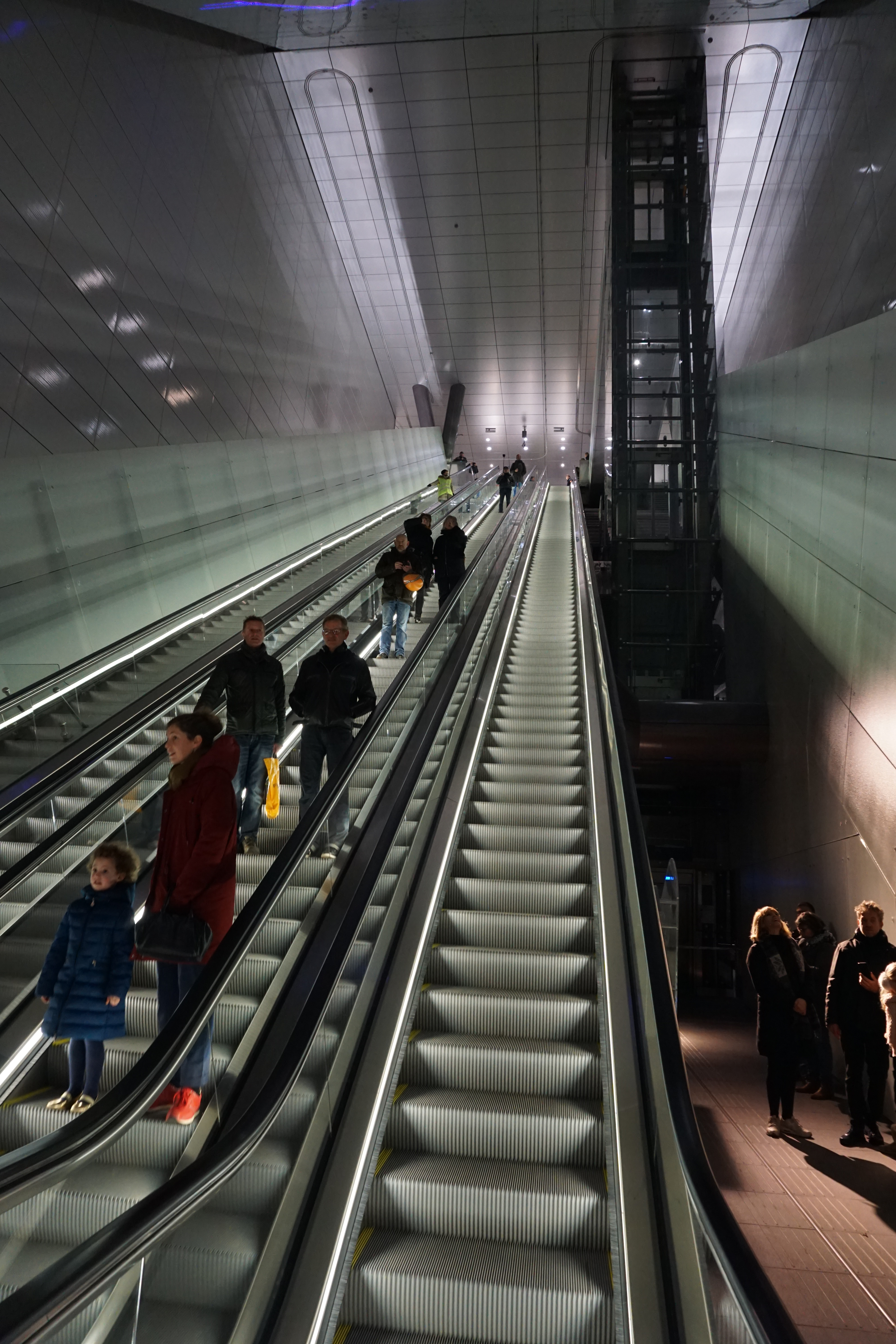
Metrostation Vijzelgracht, roltrappen zuidelijk stijgpunt, met 47 meter de langste van de Benelux, januari 2018
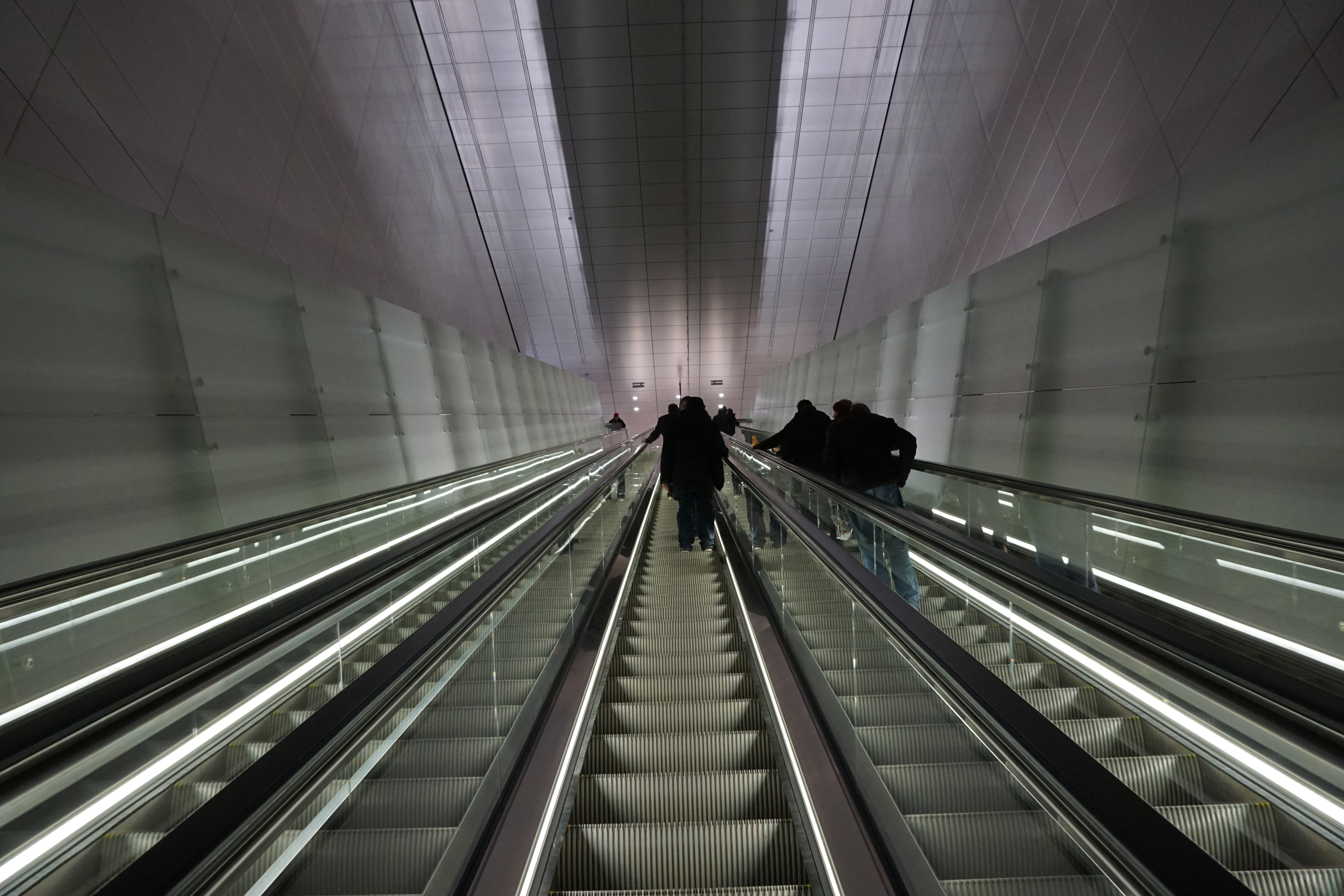
Metrostation Vijzelgracht, roltrappen noordelijk stijgpunt, januari 2018
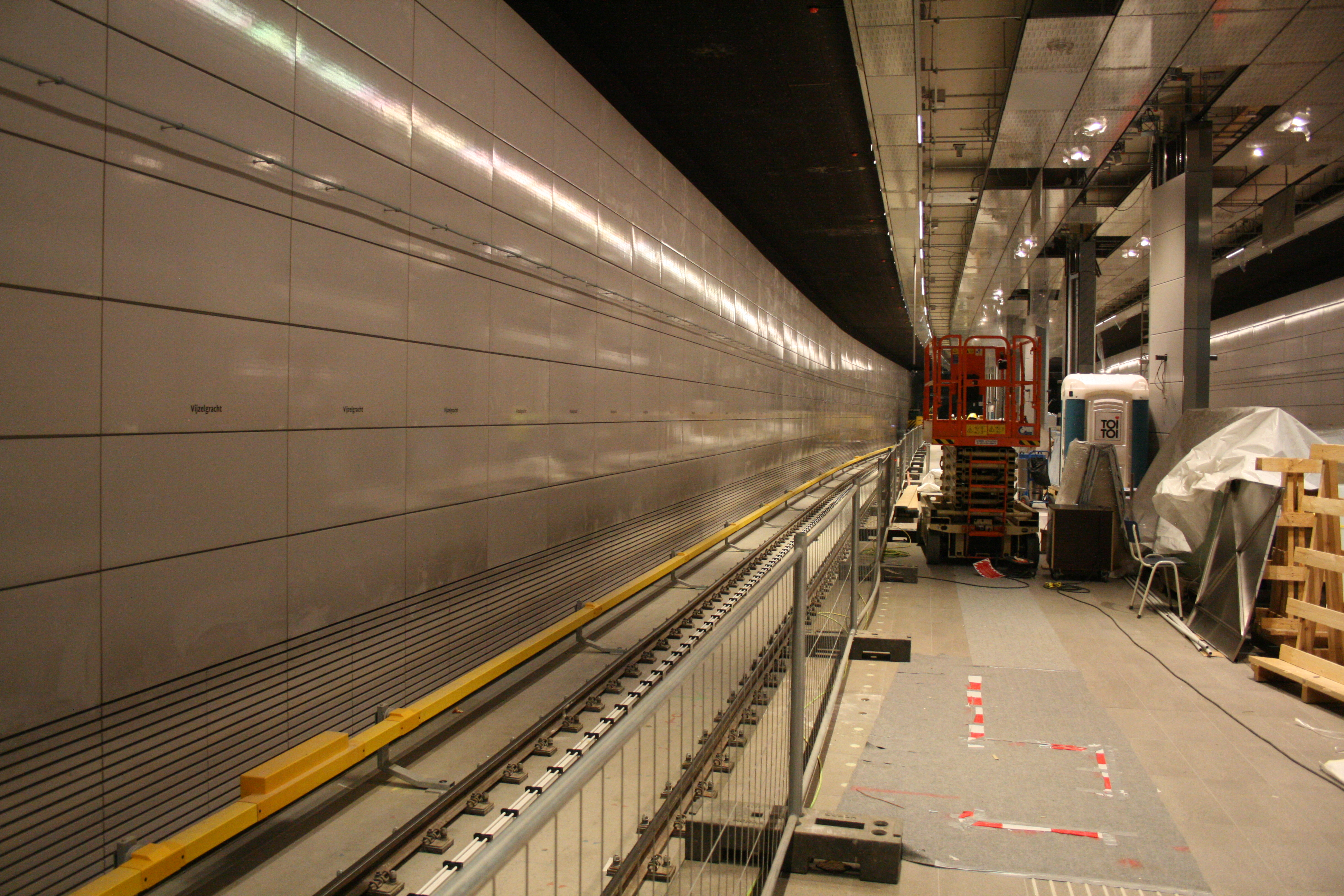
Metrostation Vijzelgracht, perron, december 2016
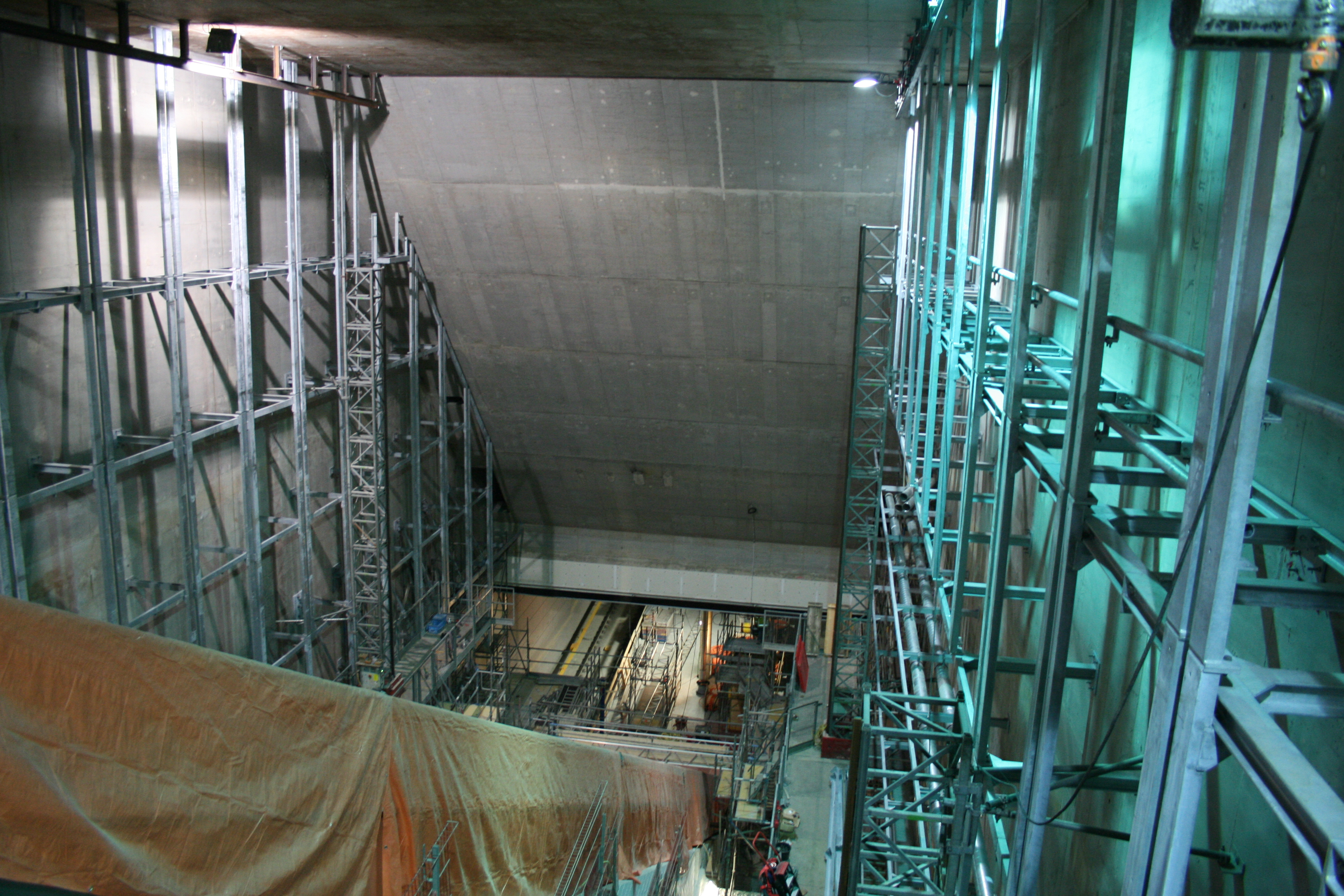
Metrostation Vijzelgracht, zicht op het perron vanaf de noordelijke toegang, december 2015
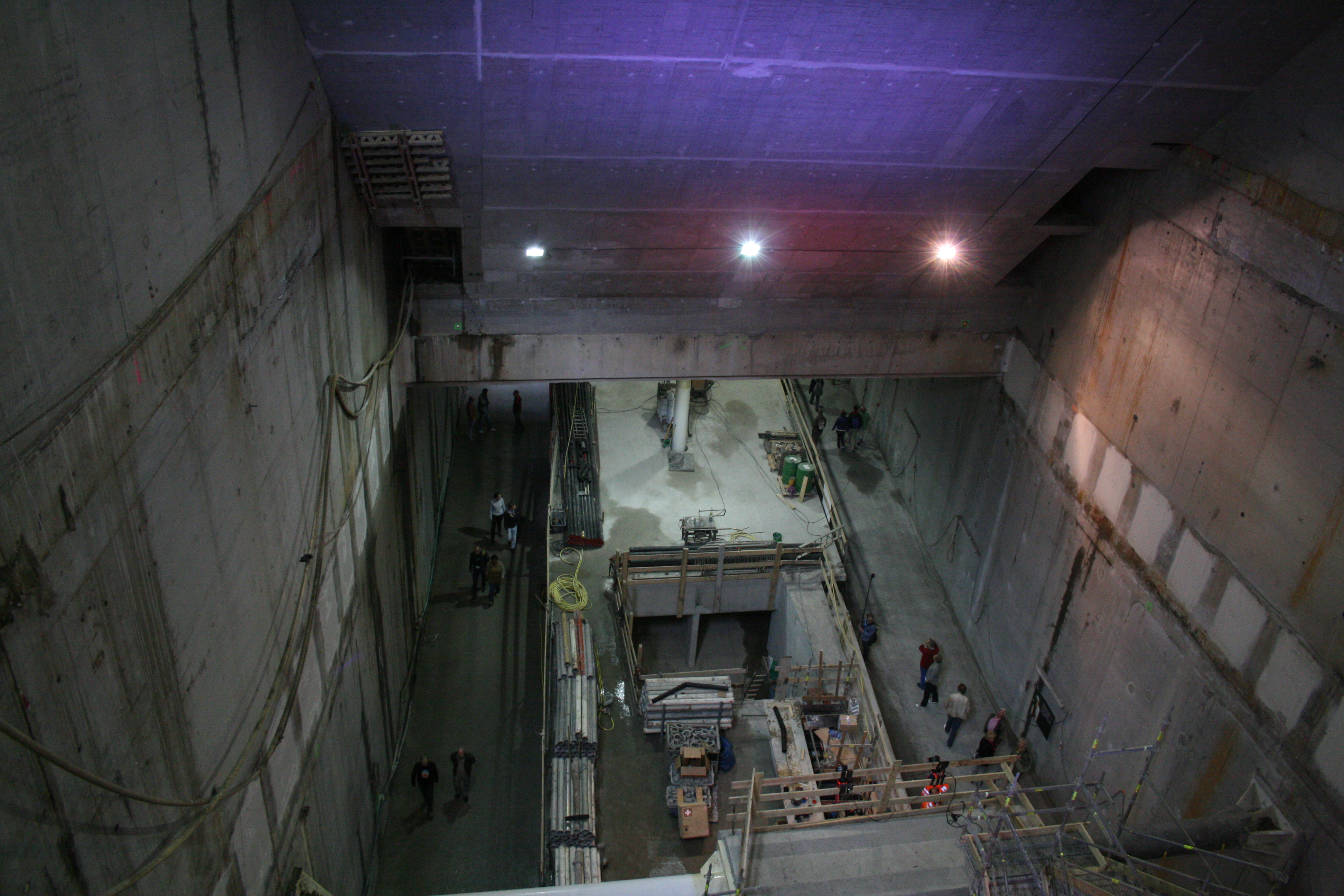
Metrostation Vijzelgracht, zicht op het perron vanaf de zuidelijke toegang, mei 2014
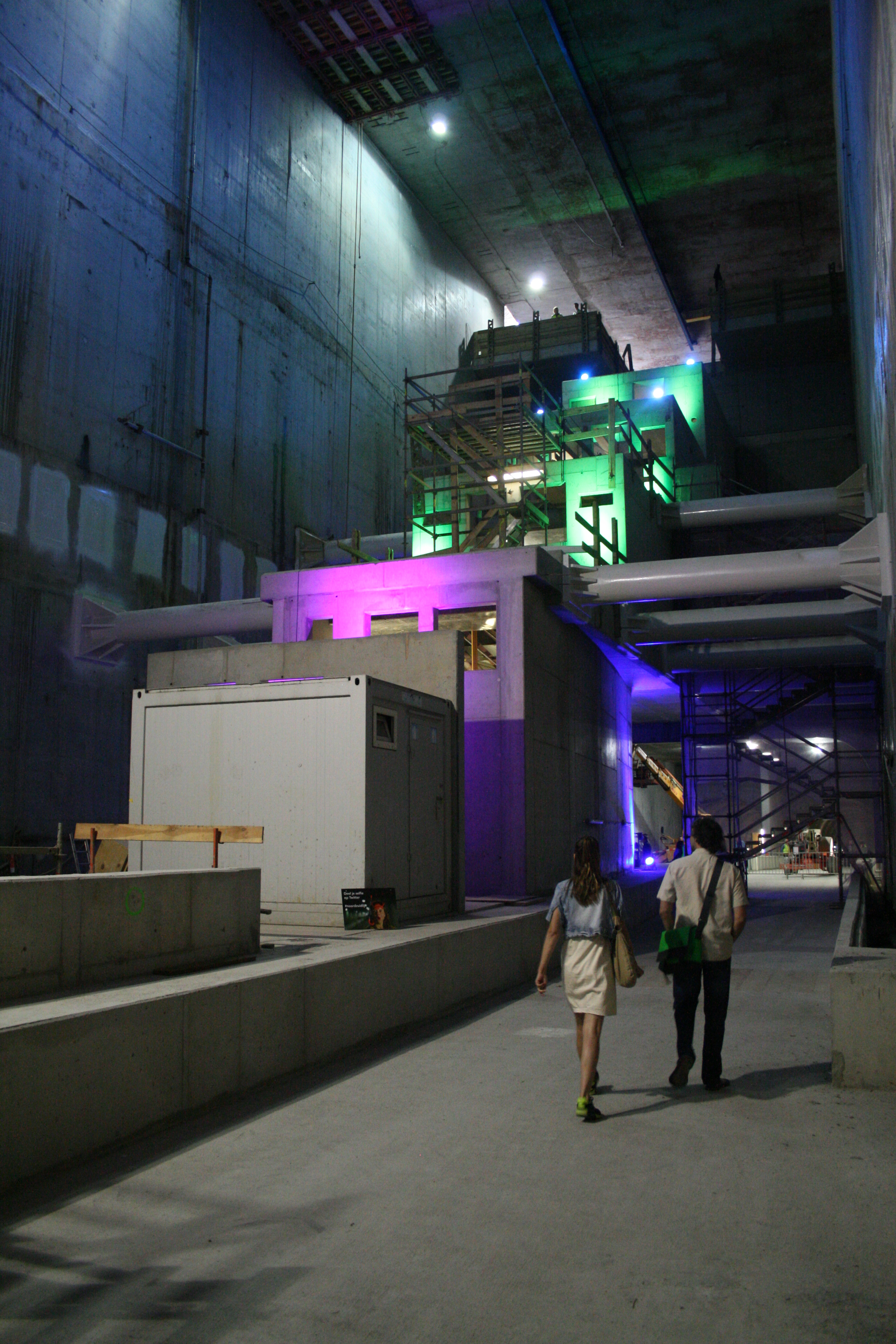
Noordelijke stationstoegang, gezien vanaf spoorniveau, mei 2014
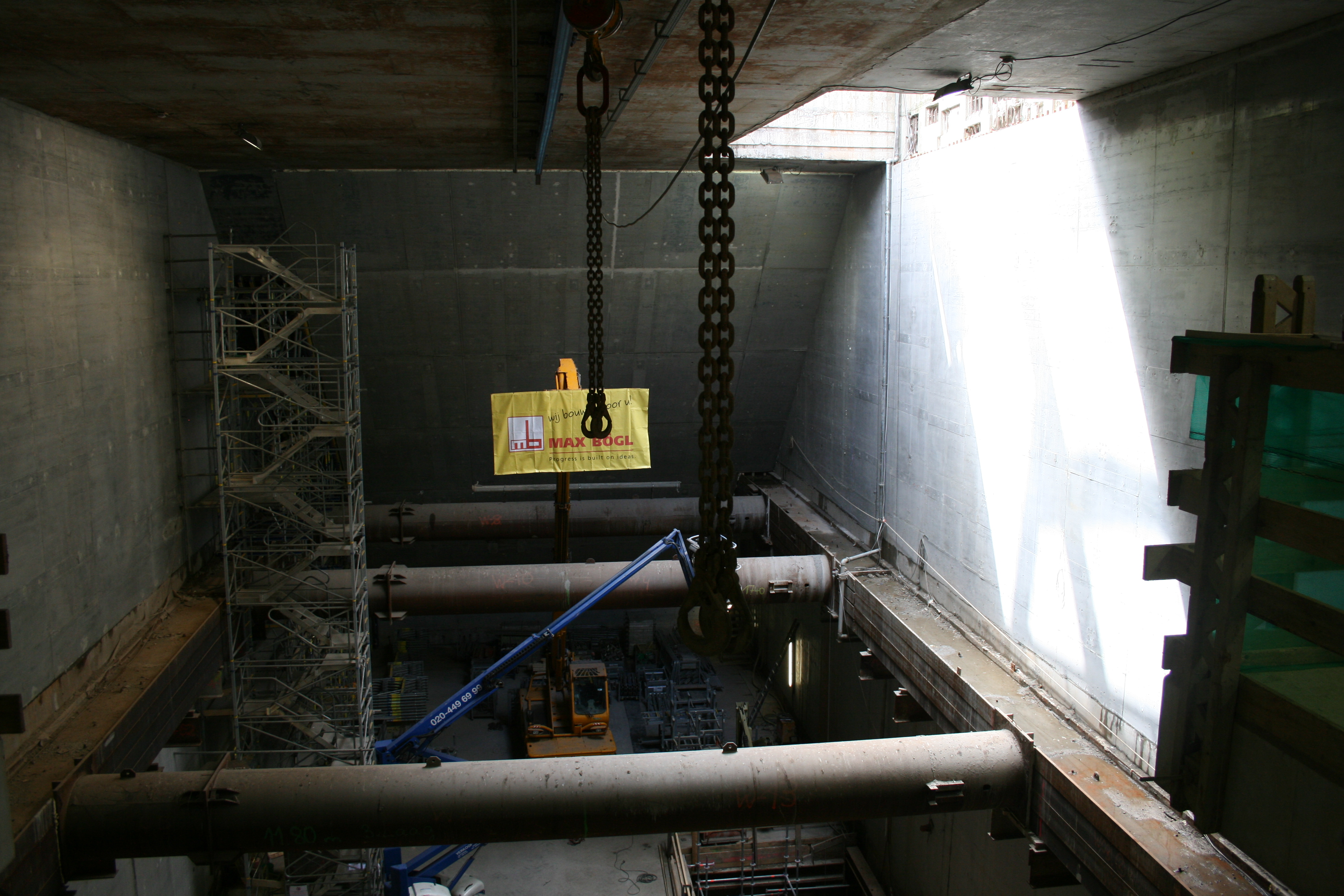
Schuine wand boven de noordelijke stationstoegang, juni 2013
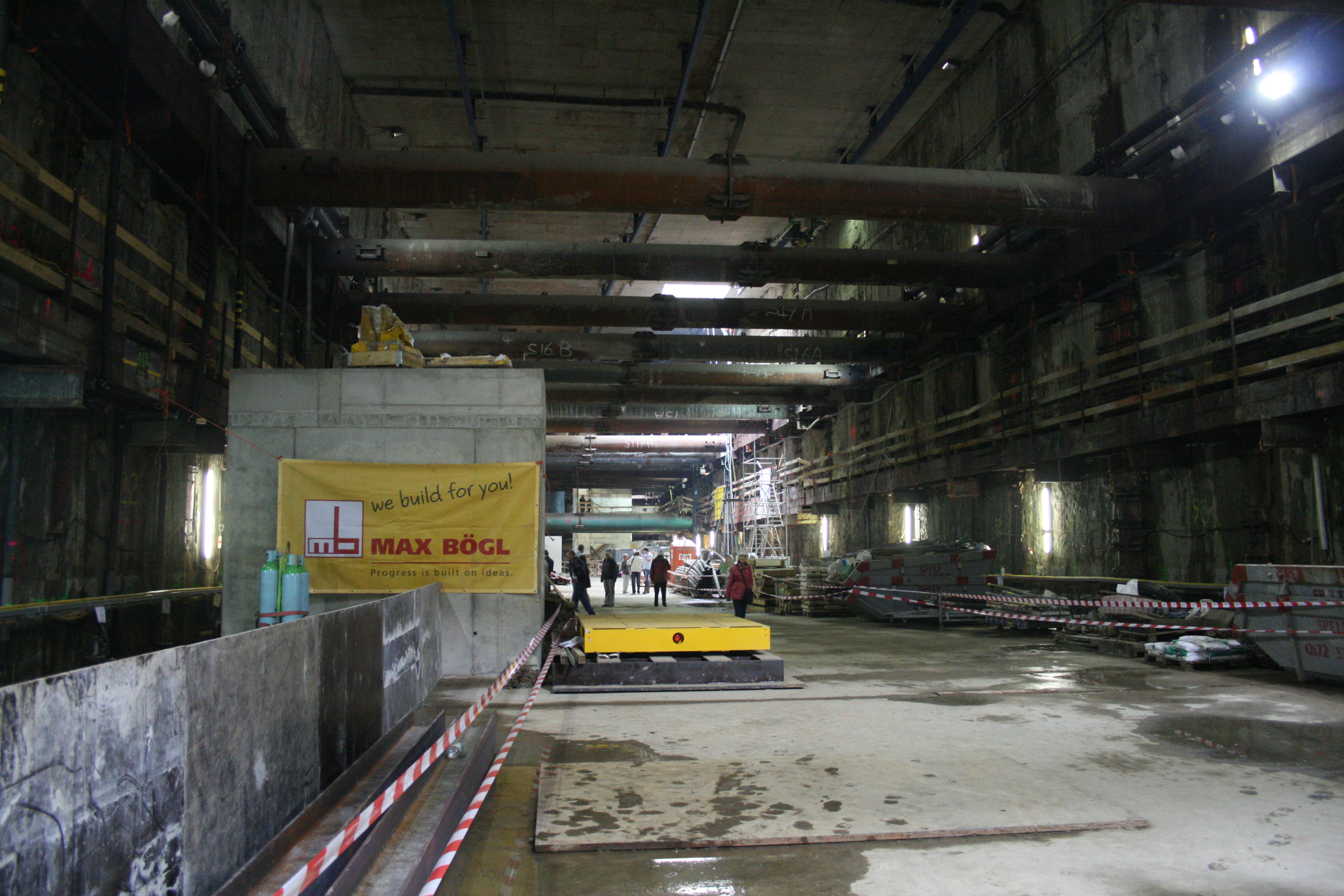
Grote ondergrondse ruimte tussen beide ingangen van het station, mei 2011
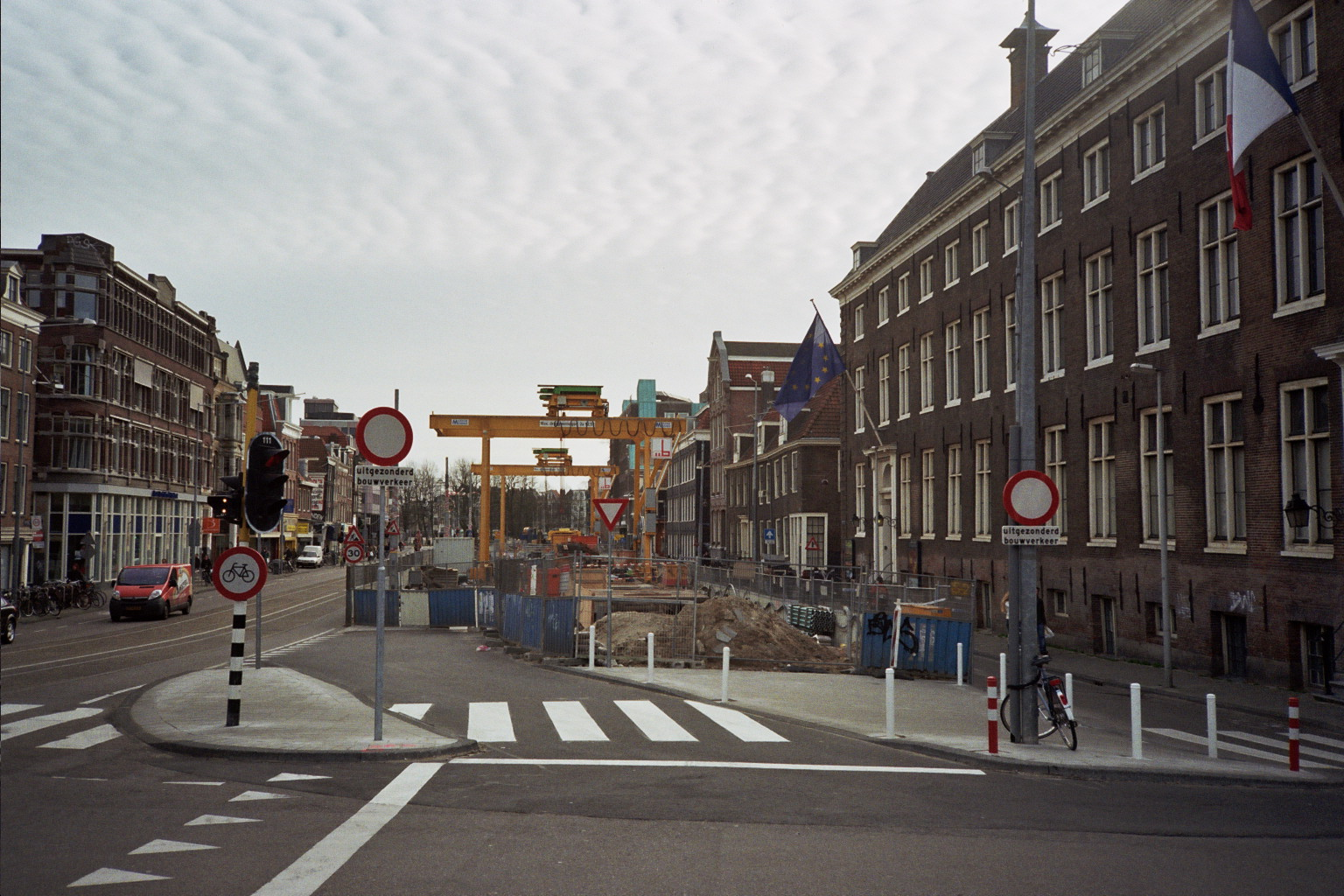
Werkzaamheden voor de metro, rechts het Waals Weeshuis / 'Maison Descartes'
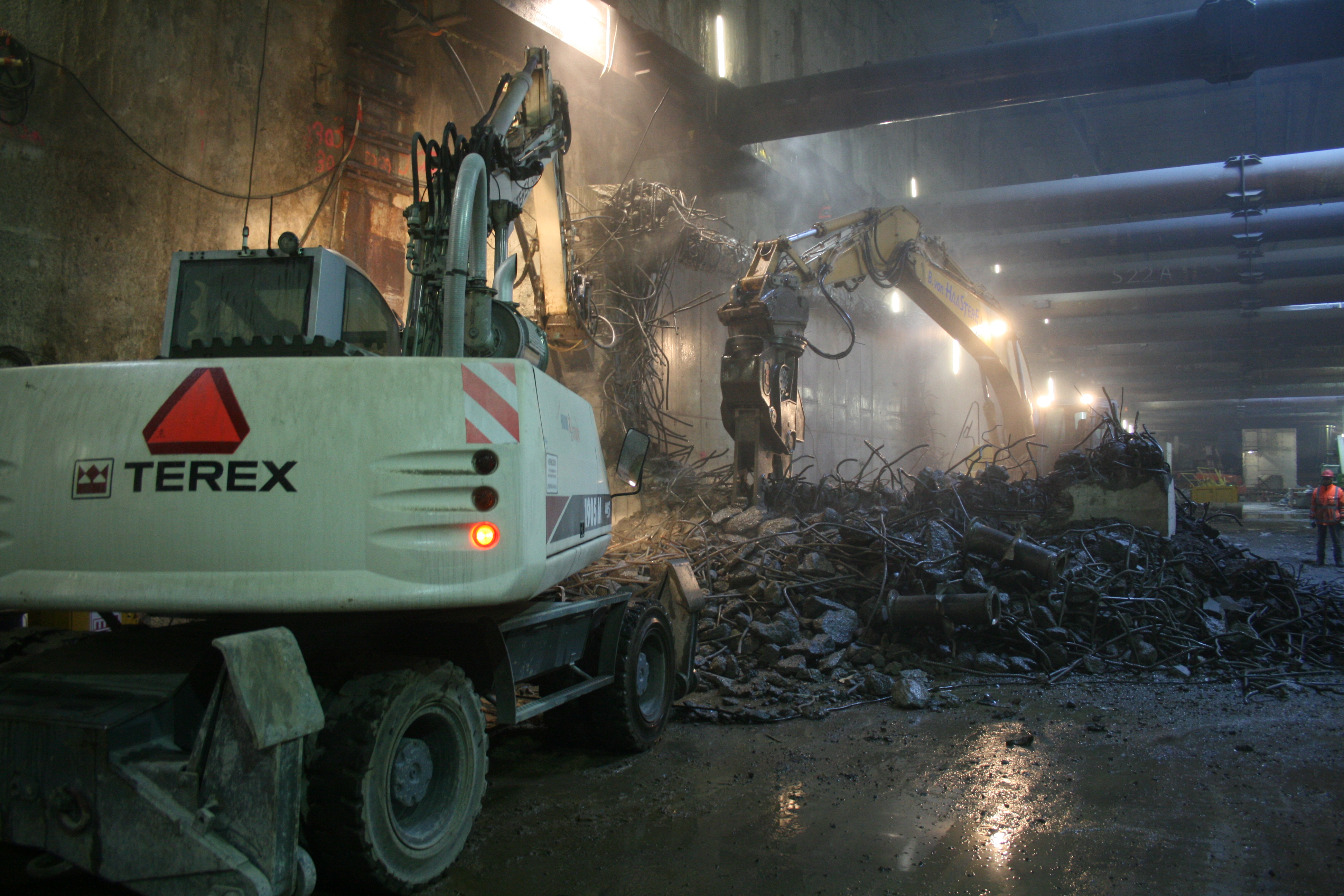
Sloop voorzieningen voor het afgraven onder verhoogde druk, februari 2012
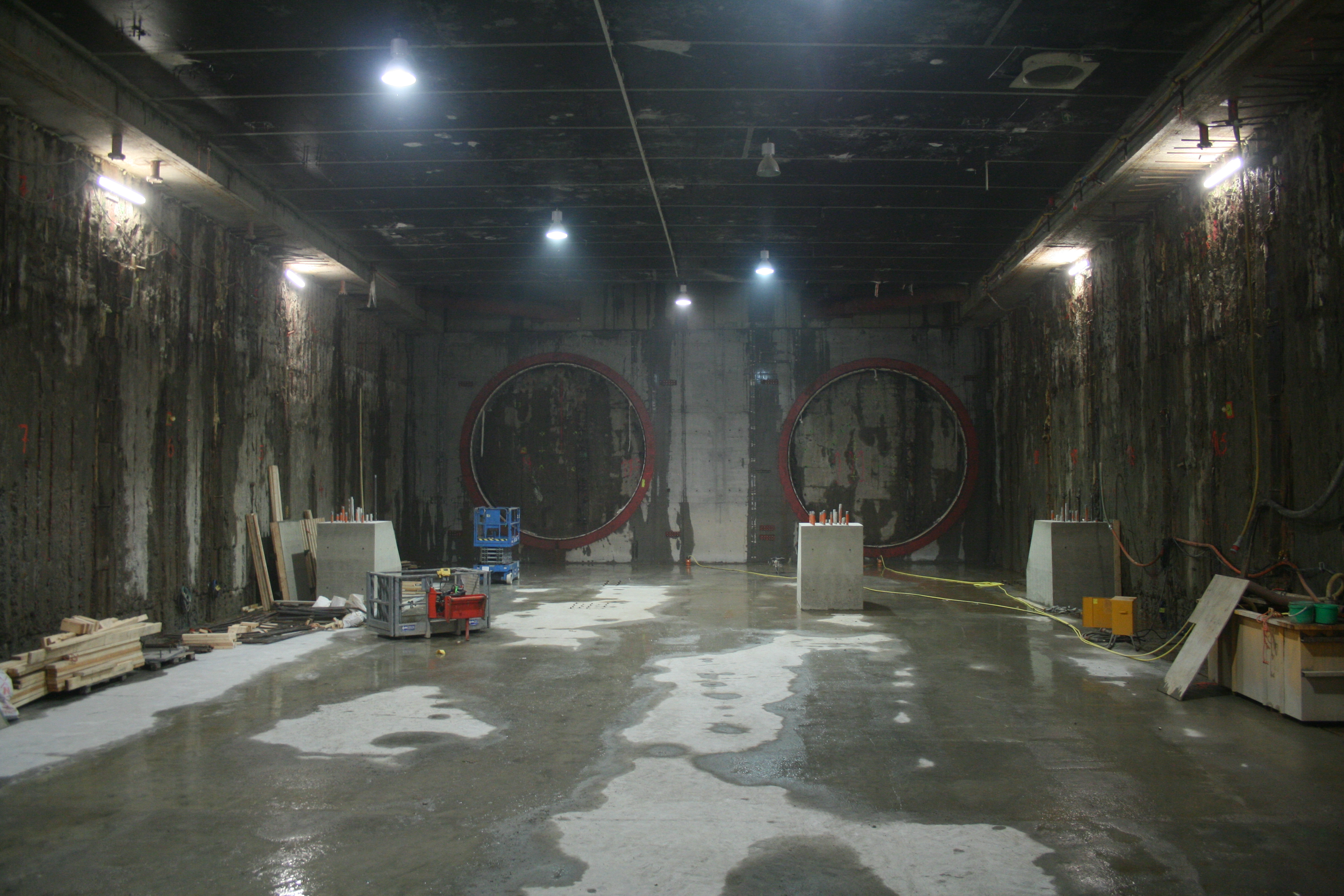
De zuidelijke brilwand van het station, februari 2012
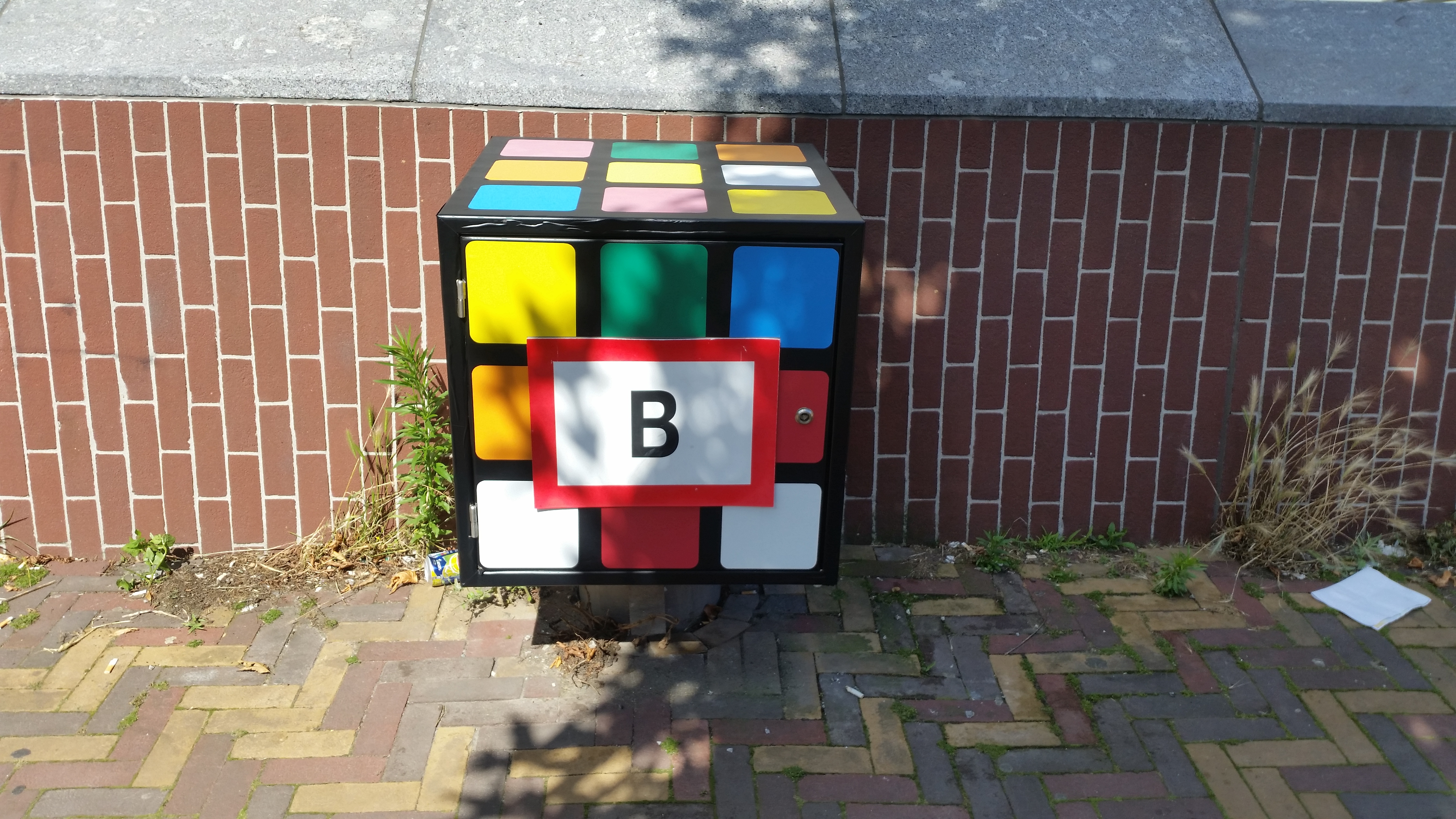
Rubiks kubus van Frankey, juli 2020